# КАвЗ-4238 «Аврора»
КАвЗ-4238 «Аврора» — средний высокопольный удлинённый автобус, разработанный в середине 2000-х годов на Павловском автобусном заводе на базе автобуса ПАЗ-4230 «Аврора». С 2006 года производство автобуса в разных модификациях было налажено на Курганском автобусном заводе.

## История
В конце 1990-х годов перед Павловским автобусным заводом встала необходимость реструктуризации производства с целью выпуска широкого спектра автобусов разных классов. Именно тогда был разработан новый автобус среднего класса ПАЗ-4230 «Аврора». Новый павловский автобус сразу привлёк внимание прессы и получил награды на выставках.
В 2000 году на ПАЗе начали налаживать производство для выпуска автобуса ПАЗ-4230 «Аврора». Тогда же ПАЗ был присоединён к управляющей компании «РусПромАвто». В 2001 году Павловский автозавод начал серийный выпуск этого автобуса. 
В 2002 году было решено перенести производство ПАЗ-4230 «Аврора» на Курганский автобусный завод. В 2003 году на КАвЗе было организовано серийное производство автобуса ПАЗ-4230 «Аврора».
На Павловском автобусном заводе было принято решение разработать удлинённую модификацию этого автобуса, которая предназначалась для работы на городских, пригородных и междугородных маршрутах на плече до 500 км, которая изначально получила индекс ПАЗ-4238 «Аврора» Основное отличие от своего прародителя заключалось в том, что у него была удлинена колёсная база — 4840 вместо 3600 мм. Это позволило увеличить число посадочных мест для пассажиров до 40. Также этот автобус оснащался шестицилиндровым дизельным двигателем Cummins В 180 20. Кроме того, в зависимости от модификации туда устанавливались коробки передач КамАЗ-141, ZF S6-85 или автоматическая гидромеханическая коробка передач «Allison-2000».
В 2006 году на Курганском автобусном заводе началось производство автобусов КАвЗ-4238.
В 2010 году был создан и сертифицирован школьный автобус на базе КАвЗ-4238 «Аврора». Курганский автобусный завод стал первым в России разработчиком школьного автобуса на основе ГОСТ Р 51160—98. За время осуществления федеральной и региональных программ «Школьный автобус» предприятием было поставлено в учебные учреждения 87-и регионов страны, 5 тыс. школьных автобусов. В 2010 году школьному автобусу Курганского автобусного завода был присвоен знак «100 лучших товаров России». Тогда же семейство автобусов «Аврора» стали оснащать двигателями Ярославского моторного завода ЯМЗ-534 и ЯМЗ-5362 экологического класса Евро-4 мощностью 180-210 лошадиных сил.
В 2012 году на Курганском автобусном заводе был разработан автобус КАвЗ-4238-72, работающий на сжатом природном газе. Он оборудован метановым двигателем ЯМЗ-53405, ЯМЗ-53625 или Cummins BGe 230, соответствующим экологическому классу Евро-5. В том же году изготовили опытный образец этого автобуса и провели его сертификацию.
Первый рестайлинг модели был проведён в 2009 году — появились пластиковые накладки спереди и изменённая передняя светотехника. Несмотря на это, большинство автобусов выпускалось в дорестайлинговом виде, а рестайлинговая маска являлась опцией за дополнительную плату. В 2019 году был проведён второй рестайлинг, в результате чего, полностью изменилась передняя и задняя маски автобуса и светотехника. Полностью выпуск дорестайлинговой версии прекратился в 2021 году.

## Модификации[11]
- КАвЗ-4238-00 — междугородный, 35/40 мест, двигатель Cummins EQB 210-20. Производился с 2006 по 2007 год.
- КАвЗ-4238-01 — пригородный, 39/44 места, двигатель Cummins 6ISBe210. Производился с 2008 по 2012 год.
- КАвЗ-4238-02 — междугородный, 35/40 мест, двигатель Cummins 6ISBe210. Производился с 2008 по 2012 год.
- КАвЗ-4238-04 — городской, 21 место, двигатель Cummins ISBе 150-31. Выпущен в единственном экземпляре в 2010 году, в серию не пошёл.
- КАвЗ-4238-05 — школьный, 34 места, двигатель Cummins 6ISBe210. Производился с 2009 по 2012 год.
- КАвЗ-4238-21 — пригородный, 39/44 места, двигатель Cummins 6BGE5.230 (газовый). Производился в 2017 году.
- КАвЗ-4238-22 — междугородный, 35/40 мест, двигатель Cummins 6BGE5.230 (газовый). Производился с 2017 по 2020 год.
- КАвЗ-4238-41 — пригородный, 39/44 места,  двигатель Cummins ISB6,7e4 210B. Производился с 2013 по 2017 год.
- КАвЗ-4238-42 — междугородный, 35/40 мест, двигатель Cummins ISB6,7e4 210B. Производился с 2012 по 2017 год.
- КАвЗ-4238-45 — школьный, 34 места, двигатель Cummins ISB6,7e4 210B. Производился с 2013 по 2017 год.
- КАвЗ-4238-51 — пригородный, 39/44 места, двигатель Cummins ISB6.7E5 210B. Производился с 2018 по 2020 год.
- КАвЗ-4238-52 — междугородный, 35/40 мест, двигатель Cummins ISB6.7E5 210B. Производился с 2018 по 2020 год.
- КАвЗ-4238-55 — школьный, 34 места, двигатель Cummins ISB6.7E5 210B. Производился в 2018 году.
- КАвЗ-4238-61 — пригородный, 39/44 места, двигатель ЯМЗ 53403. Производился с 2017 по 2024 год.
- КАвЗ-4238-62 — междугородный, 35/40 мест, двигатель ЯМЗ 53403. Производился с 2018 по 2024 год.
- КАвЗ-4238-65 — школьный, 34 места, двигатель ЯМЗ 53403. Производился с 2018 по 2024 год.
- КАвЗ-4238-71 — пригородный, 39/44 места, двигатель Cummins 6BGE5.230 (газовый). Производился с 2014 по 2017 год.
- КАвЗ-4238-72 — междугородный, 35/40 мест, двигатель Cummins 6BGE5.230 (газовый). Производился с 2013 по 2017 год.
- КАвЗ-4238-75 — школьный, 34 места, двигатель Cummins 6BGE5.230 (газовый). Производился в 2015 году.
- КАвЗ-4238-81 — пригородный, 39/44 места, двигатель ЯМЗ 53645 (газовый). Производился с 2019 по 2022 год.
- КАвЗ-4238-82 — междугородный, 35/40 мест, двигатель ЯМЗ 53645 (газовый). Производился с 2019 по 2022 год.
- КАвЗ-4238-85 — школьный, 34 места, двигатель ЯМЗ 53645 (газовый). Производился с 2019 по 2021 год.
- КАвЗ-4238-91 — пригородный, 39/44 места, двигатель ЯМЗ 53724 (газовый). Производится с 2024 года по настоящее время.
- КАвЗ-4238-92 — междугородный, 35/40 мест, двигатель ЯМЗ 53724 (газовый). Производится с 2024 года по настоящее время.
- КАвЗ-4238-95 — школьный, 34 места, двигатель ЯМЗ 53724 (газовый). Производится с 2024 года по настоящее время.
- КАвЗ-4238-А1 — пригородный, 39/44 места, двигатель ЯМЗ 53643 (Евро-3). Производится с 2024 года по настоящее время.
- КАвЗ-4238-А2 — междугородный, 35/40 мест, двигатель ЯМЗ 53643 (Евро-3). Производится с 2024 года по настоящее время.
- КАвЗ-4238-А5 — школьный, 34 места, двигатель ЯМЗ 53643 (Евро-3). Производится с 2024 года по настоящее время.
- КАвЗ-4238-B1 — пригородный, 39/44 места, двигатель Weichai WP4.6NQ220E50. Производится с 2023 года по настоящее время.
- КАвЗ-4238-B2 — междугородный, 35/40 мест, двигатель Weichai WP4.6NQ220E50. Производится с 2023 года по настоящее время.
- КАвЗ-4238-B5 — школьный, 34 места, двигатель Weichai WP4.6NQ220E50. Информация о производстве отсутствует.
- КАвЗ-4238-C1 — пригородный, 39/44 места, двигатель Yuchai YC6J225N-52. Производится с 2023 года по настоящее время.
- КАвЗ-4238-C2 — междугородный, 35/40 мест, двигатель Yuchai YC6J225N-52. Производится с 2023 года по настоящее время.
- КАвЗ-4238-C5 — школьный, 34 места, двигатель Yuchai YC6J225N-52. Информация о производстве отсутствует.
- КАвЗ-4238-D1 — пригородный, 39/44 места, двигатель ЯМЗ 53643 (Евро-5). Производится с 2024 года по настоящее время.
- КАвЗ-4238-D2 — междугородный, 35/40 мест, двигатель ЯМЗ 53643 (Евро-5). Производится с 2024 года по настоящее время.
- КАвЗ-4238-D5 — школьный, 34 места, двигатель ЯМЗ 53643 (Евро-5). Производится с 2024 года по настоящее время.

Также в 2011 году было получено одобрение типа на модификации 4238-11, 4238-12 и 4238-15 с двигателем Deutz TCD 2013 L04 4V. Информации о выпущенных автобусах данных модификаций нет.

## Игры и моделирование
Украинской фирмой Vector-Models было выпущено несколько металлических моделей этого автобуса в масштабе 1:43.
- КАвЗ-4238 «Аврора» — междугородный
- КАвЗ-4238 «Аврора» — милиция
- КАвЗ-4238 «Аврора» — школьный

В 2022 году автобус КАвЗ-4238 был выпущен в OMSI 2 и MTA Province.
Журналом NovaModel была выпущена выкройка автобуса КАвЗ-4238 для сборки бумажной модели в масштабе 1:43.